# Cupaniopsis concolor
Cupaniopsis concolor là một loài thực vật có hoa trong họ Bồ hòn. Loài này được (Gillespie) R.W.Ham mô tả khoa học đầu tiên năm 1977.